# Rapture (Anita Baker)
 Rapture è il secondo album della cantante statunitense soul e R&B Anita Baker ed il più venduto nella sua carriera, con il quale ha vinto due Grammy Awards come migliore performance vocale femminile e come migliore canzone R&B per il brano Sweet Love. Questo brano, oltre a farle vincere un Grammy Award, è stato nella top ten della rivista Billboard.

## Tracce
1. Sweet love
2. You bring me joy
3. Caught up in the rapture
4. Been so long
5. Mystery
6. No one in the world
7. Same ole love
8. Watch your step